# Кръстьо Мишайков
Кръстьо (Кръсто) А. Мишайков е български революционер, войвода на Вътрешната македоно-одринска революционна организация.

## Биография
Кръстьо Мишайков е роден в 1890 или 1891 в костурската паланка Хрупища, тогава в Османската империя, днес Аргос Орестико, Гърция. Влиза във ВМРО. Завършва прогимназия и работи като писар. При избухването на Балканската война в 1912 година е доброволец в Македоно-одринското опълчение и служи в четата на Панайот Карамфилович и във Втора рота на Четиринадесета воденска дружина. През есента на 1913 година е войвода на чета от 14 души в останалото в Гърция Поройско.
Загива заедно с Димитър П. Краев от Варна в 1914 година при междуособни борби в националноосвободителното движение, убити от свещеник. Панайот Карамфилович в писмо до Никола Лефтеров ги нарича „олицетворение на порядъка и законността“.